# Nati nel 1969/Luglio
| Questa pagina contiene informazioni ricavate automaticamente dalle voci biografiche con l'ausilio del template Bio e di un bot. L'aggiornamento è periodico e automatico e ricostruisce completamente la pagina. Se manca una persona in questa lista, sei pregato di non aggiungerla, ma accertati piuttosto che la sua voce biografica contenga il template Bio e che i dati anagrafici siano correttamente compilati. Se il template Bio manca, inseriscilo tu stesso o, in alternativa, metti l'avviso {{tmp\|Bio}} che ne segnala la mancanza. Se i dati riportati sono sbagliati, correggi direttamente la voce biografica; le modifiche saranno visibili in questa lista entro pochi giorni. Per chiarimenti vedi il progetto biografie. La lista contiene solo le 315 persone che sono citate nell'enciclopedia e per le quali è stato implementato correttamente il template Bio. Pagina aggiornata al 18 ago 2025. |

- 1º luglio - Jason Derek Brown, criminale statunitense
- 1º luglio - Damir Krstičević, generale e politico croato
- 1º luglio - Alexander Krylov, economista tedesco
- 1º luglio - Eric LeMarque, ex hockeista su ghiaccio statunitense
- 1º luglio - Barbara Lindquist, ex triatleta statunitense
- 1º luglio - Mabel Mosquera, ex sollevatrice colombiana
- 1º luglio - Anatolij Osmolovskij, artista russo
- 1º luglio - Günter Oswald, ex hockeista su ghiaccio tedesco
- 1º luglio - Rino Romano, doppiatore e attore canadese
- 2 luglio - Ryō Adachi, allenatore di calcio e ex calciatore giapponese
- 2 luglio - Andrea Collinelli, ex pistard e ciclista su strada italiano
- 2 luglio - Jarrod Emick, attore e cantante statunitense
- 2 luglio - Darren Junee, ex rugbista a 13, ex rugbista a 15 e allenatore di rugby a 13 australiano
- 2 luglio - Abraham Boualo Kome, vescovo cattolico camerunese
- 2 luglio - Dace Krūmiņa, ex cestista lettone
- 2 luglio - Jenni Rivera, cantante messicana († 2012)
- 2 luglio - Tim Rodber, ex rugbista a 15 e dirigente d'azienda britannico
- 2 luglio - Tony Touch, disc jockey, beatmaker e rapper statunitense
- 3 luglio - Waldemar Adamczyk, ex calciatore polacco
- 3 luglio - Gedeon Burkhard, attore e doppiatore tedesco
- 3 luglio - Garrett Hines, ex bobbista statunitense
- 3 luglio - Luca Pavanello, ex ciclista su strada italiano
- 3 luglio - Frédéric Pierre, ex tuffatore francese
- 3 luglio - Shawnee Smith, attrice statunitense
- 3 luglio - Patrick Valéry, allenatore di calcio e ex calciatore francese
- 3 luglio - Stéphane Van Der Heyden, ex calciatore belga
- 3 luglio - Andrea Vatteroni, ex ciclista su strada italiano
- 3 luglio - Emanuele Zenucchi, ultramaratoneta e maratoneta italiano
- 3 luglio - Stefan Zünd, ex saltatore con gli sci svizzero
- 4 luglio - Midyphil Bermejo Billones, arcivescovo cattolico filippino
- 4 luglio - Jarrod Bunch, attore e ex giocatore di football americano statunitense
- 4 luglio - Pierre Guénette, taekwondoka canadese
- 4 luglio - Davide Lampugnani, ex calciatore italiano
- 4 luglio - Igor' Lobanov, ex slittinista russo
- 4 luglio - Todd Marinovich, ex giocatore di football americano statunitense
- 4 luglio - Tomoyasu Mimura, goista giapponese
- 4 luglio - Wilfred Mugeyi, allenatore di calcio e ex calciatore zimbabwese
- 4 luglio - Jordan Sonnenblick, scrittore statunitense
- 4 luglio - Giovanni Sorce, ex calciatore italiano
- 4 luglio - Vanderlei de Lima, ex maratoneta e mezzofondista brasiliano
- 4 luglio - Damien Eloi, tennistavolista francese
- 5 luglio - Adrián Capelli, allenatore di pallacanestro argentino
- 5 luglio - RZA, beatmaker, polistrumentista e rapper statunitense
- 5 luglio - Gildart Jackson, attore e scrittore inglese
- 5 luglio - Jenji Kohan, sceneggiatrice e produttrice televisiva statunitense
- 5 luglio - John LeClair, ex hockeista su ghiaccio statunitense
- 5 luglio - Yvon Ledanois, ex ciclista su strada e dirigente sportivo francese
- 5 luglio - Glenn Magnusson, ex ciclista su strada svedese
- 5 luglio - Michael O'Neill, allenatore di calcio e ex calciatore nordirlandese
- 5 luglio - Eduardo Riedel, politico e imprenditore brasiliano
- 6 luglio - Christian Calabrese, giornalista, autore televisivo e blogger italiano
- 6 luglio - Fabio Ferraboschi, musicista e produttore discografico italiano
- 6 luglio - Patrizia Sberti, ex calciatrice italiana
- 6 luglio - Christopher Scarver, criminale statunitense
- 6 luglio - Serafim Todorov, ex pugile bulgaro
- 6 luglio - Brian Van Holt, attore statunitense
- 6 luglio - Sophia Witherspoon, ex cestista e allenatrice di pallacanestro statunitense
- 6 luglio - Yūji Yokoyama, allenatore di calcio e ex calciatore giapponese
- 7 luglio - Keith Baker, autore di giochi e scrittore statunitense
- 7 luglio - Luigi Garzya, allenatore di calcio e ex calciatore italiano
- 7 luglio - Shirō Kikuhara, ex calciatore giapponese
- 7 luglio - Sylke Otto, ex slittinista tedesca
- 7 luglio - Francesca Puglisi, politica italiana
- 7 luglio - Joe Sakic, dirigente sportivo e ex hockeista su ghiaccio canadese
- 7 luglio - Cree Summer, doppiatrice, attrice e cantante statunitense
- 7 luglio - Robin Weigert, attrice statunitense
- 8 luglio - Eva Háková, ex biatleta ceca
- 8 luglio - Dana Hall, ex giocatore di football americano statunitense
- 8 luglio - Robert Hanrahan, chitarrista e compositore australiano
- 8 luglio - Piero Maranghi, manager, imprenditore e regista italiano
- 8 luglio - Yune Sugihara, musicista giapponese
- 9 luglio - Alejandro Armenta Mier, politico messicano
- 9 luglio - Ivan Calcaterra, fumettista italiano
- 9 luglio - Munkhbayar Dorjsuren, tiratrice a segno mongola
- 9 luglio - Hilda Hassler, ex cestista svedese
- 9 luglio - Jason Kearton, ex calciatore australiano
- 9 luglio - Gert-Jan Segers, politico olandese
- 9 luglio - Jelena Mirković, ex cestista jugoslava
- 10 luglio - Glenn Ferguson, ex calciatore nordirlandese
- 10 luglio - Vivica Genaux, mezzosoprano statunitense
- 10 luglio - Laura Gillen, politica statunitense
- 10 luglio - Jamie Glover, attore britannico
- 10 luglio - Gale Harold, attore statunitense
- 10 luglio - Alexandra Hedison, attrice e regista statunitense
- 10 luglio - Jonas Kaufmann, tenore tedesco
- 10 luglio - Moncho López, allenatore di pallacanestro spagnolo
- 10 luglio - Anouk Roest, ex giocatore di calcio a 5 olandese
- 11 luglio - Cristina Cini, ex assistente arbitrale di calcio italiana
- 11 luglio - Corentin Martins, allenatore di calcio e ex calciatore francese
- 11 luglio - Julie Kent, ex ballerina e direttrice artistica statunitense
- 11 luglio - Giuseppe Petitto, regista e produttore cinematografico italiano († 2015)
- 11 luglio - Kellita Smith, attrice, comica e modella statunitense
- 11 luglio - Al Sobrante, batterista e produttore discografico statunitense
- 11 luglio - David Tao, cantante e compositore taiwanese
- 11 luglio - Lito Vidigal, allenatore di calcio e ex calciatore angolano
- 11 luglio - Gaëlle Voiry, modella e stilista francese († 2019)
- 12 luglio - Marco Artunghi, ex ciclista su strada italiano
- 12 luglio - Lisa Nicole Carson, attrice statunitense
- 12 luglio - Sabine Hack, ex tennista tedesca
- 12 luglio - Geert Hammink, allenatore di pallacanestro e ex cestista olandese
- 12 luglio - Chantal Jouanno, artista marziale e politica francese
- 12 luglio - Tom Kapinos, sceneggiatore e produttore televisivo statunitense
- 12 luglio - Martin Keane, ex cestista canadese
- 12 luglio - Tom McMahon, allenatore di football americano statunitense
- 12 luglio - Jimmy Oliver, ex cestista statunitense
- 12 luglio - Monique Pelletier, ex sciatrice alpina statunitense
- 12 luglio - Jesse Pintado, chitarrista messicano († 2006)
- 12 luglio - Marco Antonio Ruiz, allenatore di calcio e ex calciatore messicano
- 12 luglio - Melati Suryodarmo, performance artist indonesiana
- 13 luglio - Oles' Buzyna, giornalista ucraino († 2015)
- 13 luglio - Traian Cihărean, ex sollevatore romeno
- 13 luglio - Edu García, ex calciatore spagnolo
- 13 luglio - Mark Greenway, cantante inglese
- 13 luglio - Ken Jeong, attore e comico statunitense
- 13 luglio - Kakhi Kakhiashvili, ex sollevatore sovietico
- 13 luglio - Ferenc Novak, canoista ungherese
- 13 luglio - Florian Riza, ex calciatore albanese
- 13 luglio - Luis Rodríguez, ex pallavolista portoricano
- 13 luglio - Oleg Serebrian, politico moldavo
- 13 luglio - Igor' Zelenskij, ballerino russo
- 14 luglio - Nicola Fiorita, giurista e politico italiano
- 14 luglio - Francisco Javier González, ex calciatore spagnolo
- 14 luglio - Laurieann Gibson, coreografa canadese
- 14 luglio - Billy Herrington, attore pornografico statunitense († 2018)
- 14 luglio - Mario Manzoni, dirigente sportivo e ex ciclista su strada italiano
- 14 luglio - Craig Ricci Shaynak, attore statunitense
- 14 luglio - Jaroslav Sakala, saltatore con gli sci ceco
- 14 luglio - Kazushi Sakuraba, artista marziale misto e wrestler giapponese
- 14 luglio - Yasuhiro Yoshida, ex calciatore giapponese
- 14 luglio - Alessandro D'Errico, doppiatore italiano
- 14 luglio - Carlo de Gavardo, pilota motociclistico cileno († 2015)
- 15 luglio - Edgar Borges Olivera, ex calciatore uruguaiano
- 15 luglio - Peter Ciavaglia, ex hockeista su ghiaccio statunitense
- 15 luglio - John Crotty, ex cestista statunitense
- 15 luglio - Maria Beatrice De Santis, ex cestista italiana
- 15 luglio - Jacob Derwig, attore olandese
- 15 luglio - Sarah Koenig, giornalista e conduttrice radiofonica statunitense
- 15 luglio - Edwin Mulandu, vescovo cattolico zambiano
- 15 luglio - Mads Mørch, ex sciatore alpino norvegese
- 15 luglio - Anatoli Nankov, allenatore di calcio e ex calciatore bulgaro
- 15 luglio - Lorenzo Williams, ex cestista statunitense
- 15 luglio - Chris Wyse, bassista statunitense
- 16 luglio - Mike Crocenzi, ex bobbista sammarinese
- 16 luglio - Chiara Dal Santo, ex canoista italiana
- 16 luglio - Arturo Di Mezza, ex marciatore italiano
- 16 luglio - Jerome Dillon, musicista statunitense
- 16 luglio - Tiziana Drago, politica italiana
- 16 luglio - Björn Dunkerbeck, velista danese
- 16 luglio - Alberto Félix, ex pentatleta messicano
- 16 luglio - Ekrem Memnun, allenatore di pallacanestro turco
- 16 luglio - Francesco Sapia, politico italiano
- 16 luglio - Sahra Wagenknecht, politica tedesca
- 17 luglio - Karin Brienesse, ex nuotatrice olandese
- 17 luglio - Jason Clarke, attore australiano
- 17 luglio - F. Gary Gray, regista e produttore cinematografico statunitense
- 17 luglio - Jaan Kirsipuu, dirigente sportivo e ex ciclista su strada estone
- 17 luglio - Kazuki Kitamura, attore giapponese
- 17 luglio - Fernán Mirás, attore argentino
- 17 luglio - Alessandra Necci, scrittrice e biografa italiana
- 17 luglio - Ivan Oranges, allenatore di calcio a 5 italiano
- 17 luglio - Diego Soñora, ex calciatore argentino
- 17 luglio - Addy Valero, politica venezuelana († 2020)
- 17 luglio - Jonas Wirmola, allenatore di calcio e ex calciatore svedese
- 18 luglio - Frankie hi-nrg mc, rapper e produttore discografico italiano
- 18 luglio - Elizabeth Gilbert, scrittrice statunitense
- 18 luglio - The Great Sasuke, wrestler giapponese
- 18 luglio - La Grande Sophie, cantautrice francese
- 18 luglio - Joachim Jerichow, ex cestista danese
- 18 luglio - Hege Riise, allenatrice di calcio e ex calciatrice norvegese
- 18 luglio - Andy Sneap, chitarrista e produttore discografico britannico
- 18 luglio - Richard Wershe Jr., criminale statunitense
- 19 luglio - Yasser Abdel-Wahab, ex cestista egiziano
- 19 luglio - Sabine Bau, ex schermitrice tedesca
- 19 luglio - Stuart Blumberg, sceneggiatore, regista e produttore cinematografico statunitense
- 19 luglio - Gabrielle, cantante britannica
- 19 luglio - Ash Brannon, animatore, sceneggiatore e regista statunitense
- 19 luglio - Bodhi Elfman, attore statunitense
- 19 luglio - Edwin Escobar Hill, politico guatemalteco
- 19 luglio - Roberto Farnesi, attore italiano
- 19 luglio - Zé Nuno Azevedo, allenatore di calcio e ex calciatore portoghese
- 19 luglio - Mirjam de Koning-Peper, ex nuotatrice olandese
- 19 luglio - Kelly Link, scrittrice statunitense
- 19 luglio - Andrea Pierobon, allenatore di calcio e ex calciatore italiano
- 19 luglio - Courtenay Taylor, attrice e doppiatrice statunitense
- 20 luglio - Vitamin C, cantante, attrice e ballerina statunitense
- 20 luglio - David Fontanesi, compositore italiano
- 20 luglio - Renata Fusco, cantante e attrice teatrale italiana
- 20 luglio - Raimo Ramón Goyarrola Belda, vescovo cattolico spagnolo
- 20 luglio - Josh Holloway, attore statunitense
- 20 luglio - Geovanny Jara, ex calciatore e ex giocatore di calcio a 5 costaricano
- 20 luglio - Mike Sanders, ex wrestler statunitense
- 20 luglio - Victoria Stilwell, scrittrice inglese
- 20 luglio - Alessandro Vicino, ex arbitro di pallacanestro italiano
- 21 luglio - Christophe Collignon, avvocato e politico belga
- 21 luglio - Sébastien Desjours, doppiatore e attore francese
- 21 luglio - Mike Marsh, ex calciatore e allenatore di calcio inglese
- 21 luglio - Diogo Salvi, pilota di rally portoghese
- 21 luglio - Mike Stulce, ex pesista statunitense
- 21 luglio - Edwin Uehara, ex calciatore peruviano
- 21 luglio - Isabell Werth, cavallerizza tedesca
- 22 luglio - Federica Balestrieri, giornalista e conduttrice televisiva italiana
- 22 luglio - Claudio Bandini, fantino italiano
- 22 luglio - Jason Becker, chitarrista e musicista statunitense
- 22 luglio - Danira Nakić, ex cestista jugoslava
- 22 luglio - Cesare Casella, italiano
- 22 luglio - Alfonso Dulanto, ex calciatore peruviano
- 22 luglio - Daniel Grigore, ex schermidore rumeno
- 22 luglio - Ivica Jozić, ex calciatore bosniaco
- 22 luglio - Andreas Kertesz, ex schermidore svedese
- 22 luglio - Teresa Machado, discobola e pesista portoghese († 2020)
- 22 luglio - Giovanni Manildo, politico italiano
- 22 luglio - Diana-Maria Riva, attrice statunitense
- 22 luglio - James Arnold Taylor, attore e doppiatore statunitense
- 22 luglio - Despoina Vandī, cantante greca
- 22 luglio - Ronny Weller, ex sollevatore tedesco
- 23 luglio - Nacho Azofra, ex cestista spagnolo
- 23 luglio - Marco Bode, ex calciatore tedesco
- 23 luglio - Alessandro Cisilin, giornalista e antropologo italiano
- 23 luglio - Stéphane Diagana, ex ostacolista e velocista francese
- 23 luglio - Libor Janáček, ex calciatore ceco
- 23 luglio - Jeong Jae-geun, ex cestista sudcoreano
- 23 luglio - Sanjay Lal, ex giocatore di football americano e allenatore di football americano inglese
- 23 luglio - Felicia Pentimone, ex cestista italiana
- 23 luglio - Raphael Warnock, pastore protestante e politico statunitense
- 24 luglio - Santi Abad, ex cestista spagnolo
- 24 luglio - Frank Adisson, ex canoista francese
- 24 luglio - Michail Chmjal'nicki, ex marciatore bielorusso
- 24 luglio - Zero Chou, regista taiwanese
- 24 luglio - Michalīs Christofī, ex calciatore cipriota
- 24 luglio - Rick Fox, ex cestista e attore canadese
- 24 luglio - Christian Gerhaher, baritono tedesco
- 24 luglio - Chris King, ex cestista statunitense
- 24 luglio - Alfredo Lanza, allenatore di calcio a 5 e ex giocatore di calcio a 5 italiano
- 24 luglio - Jennifer Lopez, attrice, cantante e ballerina statunitense
- 24 luglio - Katarzyna Lubnauer, politica e matematica polacca
- 24 luglio - Rodrigo Murray, attore e conduttore televisivo messicano
- 24 luglio - Dani Pérez, ex cestista spagnolo
- 25 luglio - Jon Barry, ex cestista statunitense
- 25 luglio - Yves Dimier, ex sciatore alpino francese
- 25 luglio - Emanuela Gabella, ex pentatleta italiana
- 25 luglio - Paolo Kessisoglu, attore, comico e conduttore televisivo italiano
- 25 luglio - Dave B. Mitchell, doppiatore e musicista statunitense
- 25 luglio - Jan Müller, ex calciatore faroese
- 25 luglio - Annastacia Palaszczuk, politica e avvocato australiana
- 25 luglio - Artur Partyka, ex altista polacco
- 25 luglio - Trevor Peres, chitarrista statunitense
- 25 luglio - Mats Rotting, ex calciatore svedese
- 25 luglio - Renata Salvestrini, ex cestista italiana
- 25 luglio - Yvonne Sciò, attrice, regista e ex modella italiana
- 25 luglio - Annarita Sidoti, marciatrice italiana († 2015)
- 25 luglio - Shin Tanada, ex calciatore giapponese
- 25 luglio - Carsten Wolters, ex calciatore tedesco
- 25 luglio - D. B. Woodside, attore statunitense
- 26 luglio - Raymond Carvalho, ex cestista e allenatore di pallacanestro senegalese
- 26 luglio - Cléber Américo da Conceição, allenatore di calcio e ex calciatore brasiliano
- 26 luglio - Vanessa Cootes, ex rugbista a 15 neozelandese
- 26 luglio - Alberto Gnerro, arrampicatore italiano
- 26 luglio - Tanni Grey-Thompson, ex atleta paralimpica e conduttrice televisiva britannica
- 26 luglio - Massimo Guerra, cestista italiano
- 26 luglio - Ibrahima Koné, ex calciatore ivoriano
- 26 luglio - Andrej Okun'kov, matematico russo
- 26 luglio - Rashidah Sa'adatul Bolkiah, principessa bruneiana
- 26 luglio - Patricio Reynés, ex cestista spagnolo
- 26 luglio - Courtney Rumbolt, ex bobbista britannico
- 26 luglio - Dai Young, ex rugbista a 13, ex rugbista a 15 e allenatore di rugby a 15 britannico
- 27 luglio - Mary Asiride, attrice italiana
- 27 luglio - Mickey Bennett, ex calciatore inglese
- 27 luglio - Linda Burgess, ex cestista e allenatrice di pallacanestro statunitense
- 27 luglio - Dacian Cioloș, agronomo e politico rumeno
- 27 luglio - Alison Dunlap, ex mountain biker e ciclista su strada statunitense
- 27 luglio - Bryan Fuller, sceneggiatore e produttore televisivo statunitense
- 27 luglio - Pavel Hapal, allenatore di calcio e ex calciatore ceco
- 27 luglio - Timo Maas, produttore discografico e disc jockey tedesco
- 27 luglio - Giannīs Mylōnas, ex cestista greco
- 27 luglio - Triple H, dirigente d'azienda e ex wrestler statunitense
- 28 luglio - Michael Amott, chitarrista svedese
- 28 luglio - Alexis Arquette, attrice statunitense († 2016)
- 28 luglio - Igor Benedejčič, allenatore di calcio e ex calciatore sloveno
- 28 luglio - Mike Bernardo, kickboxer e pugile sudafricano († 2012)
- 28 luglio - Franco Casu, fantino italiano
- 28 luglio - Noma Dumezweni, attrice sudafricana
- 28 luglio - Simone Giacchetta, dirigente sportivo e ex calciatore italiano
- 28 luglio - Billy Graziadei, cantante e chitarrista statunitense
- 28 luglio - Carolyn Jones, ex cestista statunitense
- 28 luglio - Tim Lebbon, scrittore di fantascienza britannico
- 28 luglio - Jón Arnar Magnússon, ex multiplista islandese
- 28 luglio - Jesús Valbuena, ex calciatore venezuelano
- 28 luglio - Dana White, imprenditore, telecronista sportivo e personaggio televisivo statunitense
- 29 luglio - Armand Koné, arcivescovo cattolico ivoriano
- 29 luglio - Måns Mårlind, regista e sceneggiatore svedese
- 29 luglio - Timothy Omundson, attore statunitense
- 30 luglio - Simon Baker, attore, regista e produttore televisivo australiano
- 30 luglio - Gaetano Cappa, conduttore radiofonico, regista radiofonico e produttore televisivo italiano
- 30 luglio - Mario Massimo Caruso, ex calciatore italiano
- 30 luglio - Giovanni Covone, astrofisico, divulgatore scientifico e saggista italiano
- 30 luglio - Kristian Thulesen Dahl, politico danese
- 30 luglio - Gordan Petrić, allenatore di calcio e ex calciatore serbo
- 30 luglio - Robert Porcher, ex giocatore di football americano statunitense
- 30 luglio - Andries Ulderink, allenatore di calcio e dirigente sportivo olandese
- 31 luglio - Olivier Allamand, ex sciatore freestyle francese
- 31 luglio - Ben Chaplin, attore britannico
- 31 luglio - Antonio Conte, allenatore di calcio e ex calciatore italiano
- 31 luglio - Loren Dean, attore statunitense
- 31 luglio - Max Del Buono, conduttore radiofonico e disc-jockey italiano
- 31 luglio - Doug Gjertsen, ex nuotatore statunitense
- 31 luglio - Maria Cristina Heller, attrice, conduttrice televisiva e conduttrice radiofonica italiana
- 31 luglio - Ingrida Jonkutė, ex cestista lituana
- 31 luglio - Kid Kash, wrestler e artista marziale misto statunitense
- 31 luglio - Maria Nazionale, cantante e attrice italiana
- 31 luglio - Stephen Noteboom, ex tennista olandese
- 31 luglio - Mario Piazza, logico e filosofo italiano
- 31 luglio - Cesare Picco, compositore e pianista italiano
- 31 luglio - Tetsuya Takada, ex calciatore giapponese
- 31 luglio - Jur Vrieling, cavaliere olandese
- 31 luglio - Thorsten Wilhelms, ex ciclista su strada tedesco